# لوته کارت
لوته کارت (انگلیسی: Lotte Card) شرکت خدمات مالی کره‌ای است، که در سال ۲۰۰۲ توسط شرکت لوته تأسیس شد.